# الخيام (صعدة)
الخيام هي إحدى قرى الجمهورية اليمنية. وهي تتبع جغرافيًا لمحافظة صعدة. وإداريًا لمديرية سحار. يبلغ تعداد سكانها 1690 نسمة حسب الإحصاء الذي جرى عام 2004.